# Liliana Sonik
Liliana Maria Sonik z domu Batko (ur. 30 sierpnia 1954 w Krakowie) – polska filolog i dziennikarka, działaczka opozycji w okresie PRL.

## Życiorys
Ukończyła w 1978 studia z zakresu polonistyki na Uniwersytecie Jagiellońskim. Od 1972 była działaczką krakowskiego Duszpasterstwa Akademickiego „Beczka” przy klasztorze oo. dominikanów. Po śmierci Stanisława Pyjasa, w maju 1977 założyła wraz z innymi młodymi opozycjonistami Studencki Komitet Solidarności w Krakowie, pełniła funkcję rzecznika SKS.
Po wprowadzeniu w dniu 13 grudnia 1981 stanu wojennego zajmowała się organizacją pomocy dla rodzin osób internowanych, prowadząc m.in. punkt informacyjny w swoim mieszkaniu.
W latach 1984–1996 przebywała we Francji, gdzie była m.in. dziennikarką Radio France Internationale oraz Deutsche Welle. Współpracowała z „Tygodnikiem Powszechnym”. Pełniła funkcję sekretarza stowarzyszenia SOS Aide aux Malades Polonais, które zajmowało się leczeniem za granicą osób z Polski, a także organizowaniem staży profesjonalnych dla polskich lekarzy i pomocą finansową dla polskich szpitali.
Jest współautorką serii edukacyjnej Wielcy Malarze, opisującej historię malarstwa europejskiego. Objęła funkcje prezesa Instytutu Dziedzictwa Narodowego i członkini zarządu Stowarzyszenia „Maj 77”. Należy też do Stowarzyszenia Wolnego Słowa, a od 2009 do Społecznego Komitetu Odnowy Zabytków Krakowa (SKOZK). Zajęła się także działalnością publicystyczną, współpracując m.in. z „Rzeczpospolitą”, „Dziennikiem Polskim” i TVP.
W 2007 krótko zajmowała stanowisko dyrektora biura programowego Telewizji Polskiej. W latach 2011–2013 była zastępczynią dyrektora w TVP Info, została potem doradczynią zarządu i prezesa TVP.
W 2014, 2018 i 2024 uzyskiwała mandat radnej gminy Świątniki Górne.

## Życie prywatne
Jest żoną Bogusława Sonika, działacza opozycji antykomunistycznej i polityka. Ma dwoje dzieci. Siostra samorządowca Jerzego Batki.

## Odznaczenia
Odznaczona Krzyżem Kawalerskim Orderu Zasługi Rzeczypospolitej Polskiej (1999), Krzyżem Komandorskim Orderu Odrodzenia Polski (2006), Krzyżem Wolności i Solidarności (2017), Medalem Stulecia Odzyskanej Niepodległości (2019).